# International Superstar Soccer 2
International Superstar Soccer 2 est un jeu vidéo de football développé par KCEO et édité par Konami, sorti en 2002 sur GameCube, PlayStation 2 et Xbox.
Angleterre Écosse Pays de Galles Nigéria Irlande Portugal Espagne France Pays-Bas Belgique Danemark Allemagne Suède Autriche Italie Portugal République tchèque Slovaquie Hongrie Roumanie Slovénie Croatie Yougoslavie Bulgarie Grèce Finlande Suisse Norvège Ukraine Russie Turquie Israël Sénégal Tunisie Maroc Nigéria Cameroun Afrique du Sud États-Unis Mexique Modèle: données par pays Jamaïque Trinité-et-Tobago Honduras Costa Rica Colombie Pérou Brésil Paraguay Uruguay Chili Argentine Équateur Japon Corée du Sud porcelaine Iran Arabie saoudite Équipes spéciales Toutes les stars d'Asie Toutes les stars américaines Toutes les stars d'Afrique Toutes les stars du monde Légendes d'Angleterre Argentine Légendes d'Argentine Pays-Bas Légendes des Pays-Bas Brésil Mythes du Brésil L'Union européenne est un protagoniste dans toute l'Europe

## Accueil
- Jeuxvideo.com : 15/20 (PS2/XB)[1] - 16/20 (GC)[2]